# Didymocorypha lanceolata
Didymocorypha lanceolata — вид невеликих богомолів родини Eremiaphilidae, поширених у Південній Азії. Самці крилаті, самки безкрилі. Типовий вид роду Didymocorypha, один з двох видів роду.

## Опис
Тіло тонке та тендітне, схоже на зів'ялу травинку, довжиною 3,4-3,5 см. Голова видовжена, з бічними лопатями тімені, що завершуються трикутними відростками, які йдуть один уздовж іншого, проте не зливаються. Фасеткові очі великі та овальні. Три прості вічка відносно великі та опуклі. Нижня частина лобу трапецієподібна.

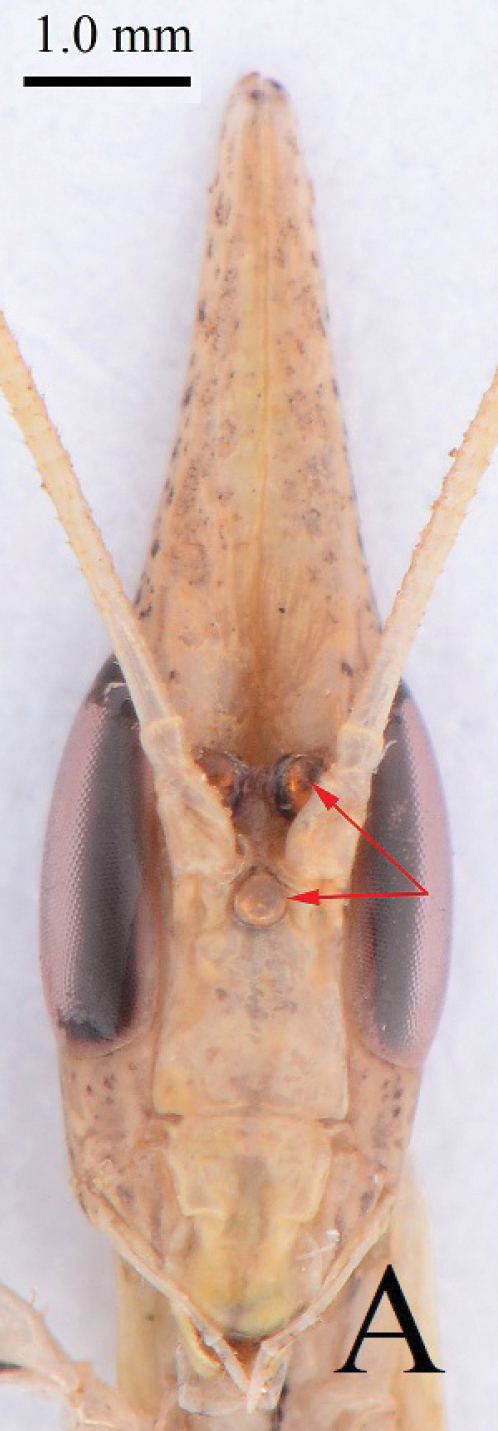
Голова самця, стрілками позначені прості вічка

Передньоспинка тендітна, з майже паралельними бічними краями. Передні ноги слабкі. Передні стегна приблизно такої ж довжини, як і передні тазики, з 4 постеровентральними, 4 дискоїдальними та 17 антеровентральними шипами; борозенка для кігтика розташована ближче до основи стегна від його середини. Передні гомілки вдвічі коротші за стегно, з 5 постеровентральними та 10 антеровентральними шипами. Передня лапка довша за гомілку, а її основний членик довший за всі інші разом. Середні й задні ноги без розширень, але з колінними шипами. Задні ноги більш потужні, стрибального типу.
Крила самця прозорі та райдужні, трохи коротші за тіло. Передні крила вузькі та довгі, задні — широкі. Самки безкрилі. Черевце довге, вузьке. Церки пласкі, широкі, ланцетоподібні, сегменти верхівки довші, ніж біля основи.

## Поширення
Знайдений в Індії, Непалі, Шрі-Ланці. 2019 року знайдений у Таїланді